# Головне науково-експертне управління апарату Верховної Ради України
Головне́ науко́во-експе́ртне управлі́ння — один із ключових структурних підрозділів у складі апарату Верховної Ради України. Основним завданням управління є проведення наукової експертизи законопроєктів, зокрема, на предмети:
- оцінки їх концептуального рівня;
- правової, економічної, соціальної доцільності прийняття закону;
- відповідності Конституції України;
- міжнародним договорам України;
- відповідності сучасному рівню наукових знань, принципам і засадам державної політики;
- прогнозування наслідків їх прийняття.

## Діяльність управління
Головне науково-експертне управління проводить експертизу всіх законопроєктів, внесених до Верховної Ради України. Всі законопроєкти, що подані на перше читання, а також пропозиції (вето) Президента України щодо прийнятих Верховною Радою України законів обов'язково проходять експертизу управління. 
Експертизу здійснюють переважно експерти того відділу, до відання якого належить внесений законопроєкт. Результат експертизи законопроєктів фахівці відображають у висновку, який управління направляє до профільних комітетів, а перед розглядом законопроєкту на сесії парламенту цей документ роздають усім народним депутатам України для врахування позиції експертів при прийнятті щодо нього рішення. 
За 2002 рік Головне науково-експертне управління надало 1199 експертних висновків щодо законопроєктів, 85 — на запити народних депутатів щодо роз'яснення чинного законодавства.

## Структура
Станом на липень 2012, управління складається із наступних відділів:
- Відділ з конституційних питань та державного будівництва
- Відділ з гуманітарних і міжнародних питань, гармонізації законодавства з країнами ЄС та захисту прав людини
- Відділ з соціальних питань та праці
- Відділ з питань цивільних і господарських відносин та підприємництва
- Відділ з аграрних і екологічних питань та природокористування
- Відділ з питань бюджету, оподаткування та банківської діяльності
- Відділ з питань національної безпеки, оборони, правоохоронної діяльності та боротьби із злочинністю